# Itamar
Itamar – postać biblijna ze Starego Testamentu.
Najmłodszy syn Aarona. Itamar był kapłanem, który nadzorował wykonanie Przybytku. Przewodził dwóm grupom lewitów; był ojcem jednej z najważniejszych rodzin kapłańskich. Pojawia się w Księdze Wyjścia 6,23; 38,21 i w Księdze Liczb 3
Źródło: Słownik Postaci Biblijnych [online] [dostęp 2015-12-26].